# Okwanuchu
L’okwanuchu est une langue amérindienne  de la famille des langues shastanes parlée aux États-Unis, dans l'extrême Nord de la Californie. La langue est éteinte.

## Histoire de la langue
L’okwanuchu était parlée jusqu'au XIXe siècle dans la région de la source du fleuve Sacramento, dans le Nord de la Californie. 
Dixon, en 1905, et Merriam en 1925 peuvent recueillir des vestiges du vocabulaire okwanuchu. Ces listes montrent un grand nombre de mots shastas. Pour Golla ce vocabulaire mixte est une indication de l'assimilation des Okwanuchu aux Shastas qui s'était déjà produite auparavant.